# Mezquita de los Sesenta Pilares

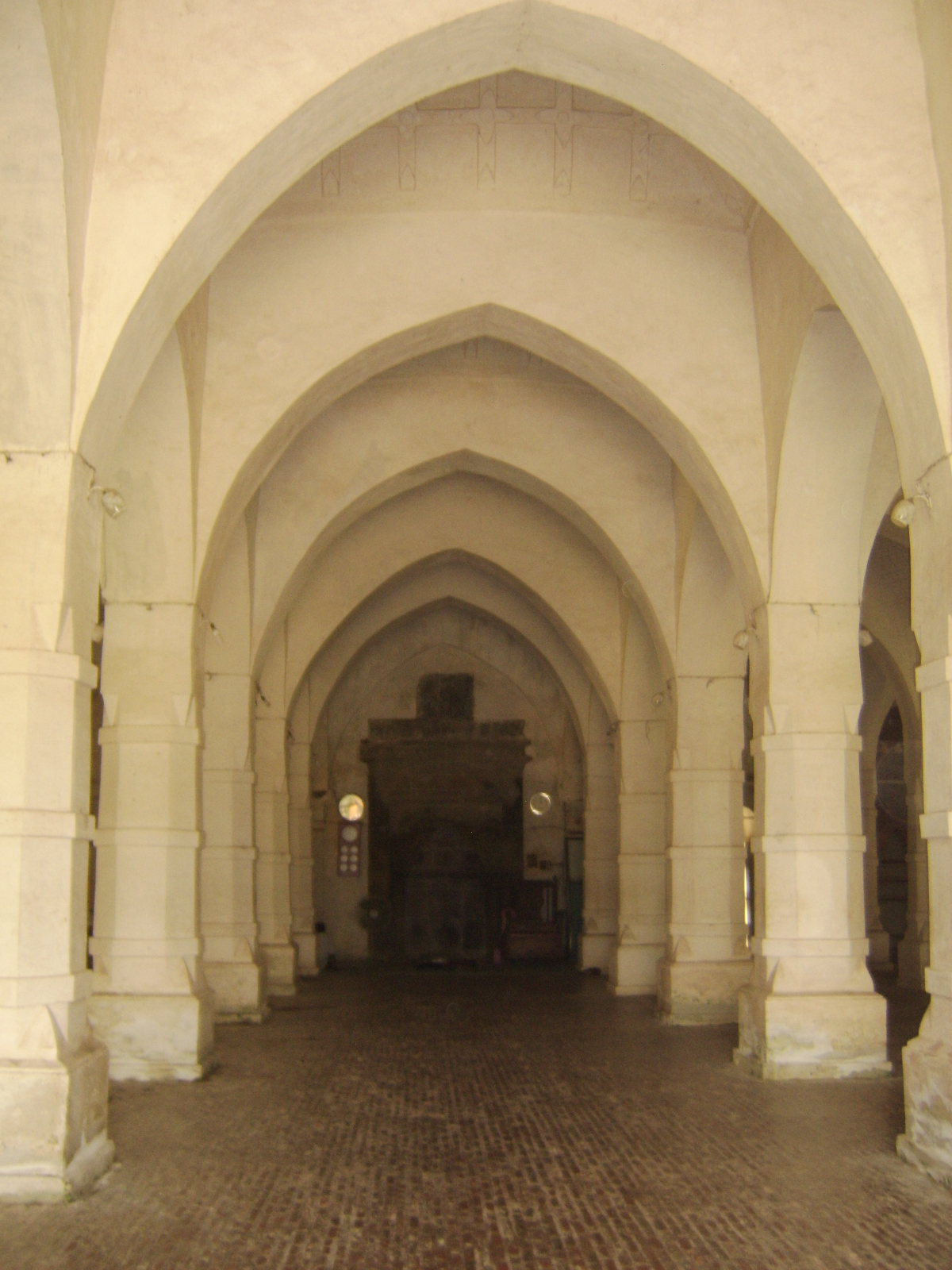
Vista del interior.

La Mezquita de los Sesenta Pilares (bengalí:ষাট গম্বুজ মসজিদ Shaṭ Gombuj Moshjid, más comúnmente conocida como Mezquita Shait Gambuj o Saith Gunbad Masjid) es la mayor mezquita histórica de Bangladés y una de las más impresionantes estructuras arquitectónicas musulmanas del subcontinente indio.

## Ubicación
Se encuentra en el recinto histórico de la Ciudad-mezquita de Bagerhat, a 5 km de la ciudad actual de Bagerhat, al sur de Bangladés. El lugar fue declarado por la Unesco como Patrimonio de la Humanidad en el año 1985.

## Historia
La mezquita fue construida por Kan Jahan Alí a mediados del siglo XV basándose en su similitud con otros edificios construidos por Kan Jahan. Tras su muerte el edificio fue quedando en el olvido y con este llegó el deterioro más absoluto que a finales del siglo XIX había hecho que las torres de las esquinas se hubiesen derrumbado, los pilares cercanos a las paredes estuvieran en ruinas y que el techo estuviera cubierto de densa vegetación, hasta que la administración británica del territorio inició medidas para su restauración y reparación que continuaron bajo el control de los sucesivos departamentos de Arqueología de Pakistán y Bangladés. A principios de los años ochenta dio comienzo un programa a largo plazo para salvaguardar este monumento histórico a instancias de la Unesco, programa que está cercano a su finalización.

## Estilo
Los muros de la mezquita están hechos con ladrillos inusualmente gruesos en forma de cuña (las paredes exteriores tienen 2,30 m de grosor), propios del estilo Tughlaq y su techo es una cubierta con forma de choza que se anticipa a estilos posteriores. El total de pilares o cúpulas (gambuj) del techo es, en realidad, de setenta y siete dispuestos en siete filas de once más una cúpula en cada esquina, para dar un total de 81 en todo el complejo. El interior se distribuye en once pasillos de este a oeste y siete intercolumnios estilizados de norte a sur que culminan en numerosos arcos encargados de sostener el techo. En el lado este hay once entradas, de las cuales la central, de 2,90 m., de ancho es la mayor, mientras que los lados norte y sur tienen siete cada uno. Todos los pasillos terminan en mihrabs en el lado oeste excepto el que está justo al norte del mirahb central, que consta de una puerta de entrada. Dentro de la cámara de oración hay sesenta pilares de piedra en seis filas de diez pilares de 3,10 m de alto que acaban donde comienzan los arcos, que tienen impostas de piedra para dividir los arcos de los pilares. Masivas torres circulares forman las esquinas del edificio.
La mezquita está decorada principalmente con ladrillos y sobre todo terracota, que se concentra en los mirahbs, en los arcos de entrada, en el interior de las chau-chalas (domos con forma de techo de choza y divididos en cuatro segmentos) del pasillo central y en las molduras de las torres. Especial atención merecen los mirahbs con sus patrones geométricos y vegetales, tanto de árboles como de flores, mientras que buena parte del resto de la decoración exterior, formada por bajorrelieves, ha desaparecido con el paso del tiempo.